# Gabriel A/S
Gabriel A/S er en global virksomhed med produktion af møbeltekstiler m.v. i flere forskellige lande.

## Produkter
Gabriels tekstiler kan inddeles i tre grupper:
- Kontrakt (kontor, konference, hospital mv.)
- Bolig (stole og polstermøbler)
- Transport (tog, fly, skib mv.).

Gabriel A/S var den første danske virksomhed, der fik et produkt Cradle to Cradle certificeret[kilde mangler] (Vugge til vugge-certificeret). I januar 2011 blev uldtekstilet Gaja, der fås i 13 standardfarver, C2C-certificeret..